# 海援隊 (プロレス)
海援隊（かいえんたい）は、かつて存在したプロレスラーのヒールユニット。イメージカラーは青。

## 歴史

### 平成海援隊
1994年9月15日、みちのくプロレスでSATO（ディック東郷）、テリー・ボーイ（MEN'Sテイオー）、獅龍（カズ・ハヤシ）が平成海援隊（へいせいかいえんたい）を結成。ザ・グレート・サスケら正規軍、スペル・デルフィンが率いるヒールユニット「デルフィン軍団」との抗争が始まる。
1995年、メンバー全員が怪我で欠場したことで活動停止に追い込まれる。

### 海援隊☆DX
1996年1月10日、メンバー全員が怪我から復帰したことで活動再開と同時にユニット名を海援隊☆DX（かいえんたい☆デラックス）に改名。6月14日、タッグチーム「夢狩人」として活動していたTAKAみちのくと船木勝一（ショー・フナキ、フナキ、FUNAKI）が加入。サスケ、デルフィンら正規軍と渡り合う。
1997年3月1日、中島半蔵（HANZO）が加入。2月、獅龍がWCWと契約を結んだ。4月、スーパー・ボーイが加入。10月、TAKAがWWFと契約を結んだ。

### カイエンタイ
1998年3月、東郷、テイオー、船木がWWFと契約。ヤマグチ・サンをマネージャーに迎えてユニット名をカイエンタイ（Kai En Tai）に改名。ベビーフェイスのポジションにいたTAKAと日本人同士の抗争を展開後、TAKAがヒールターンして再合流。ヒューマン・オディティーズ（クルガン、ゴルガ、ジャイアント・シルバ）と抗争を繰り広げ、1998年8月30日にニューヨークのマディソン・スクエア・ガーデンにて開催された『サマースラム1998』では、オディティーズとの3対4のハンディキャップ・マッチが行われた。
しかし、当時のWWFのシナリオライターであったビンス・ルッソとの関係が悪化して、1999年に東郷、テイオー、山口は帰国。以降、TAKAとフナキのタッグチームとしてミッドカード戦線で活動。口パクに英語の吹き替えを当てるギミックも与えられた。
その後、2000年にTAKAがプエルトリコにプロレス学校「KAIENTAI DOJO」を設立。2001年にTAKAが負傷で欠場するとフナキのみの活動となり、2002年の来日興行でフナキの試合にTAKAがセコンドとして介入したのを最後に、TAKAがWWFを退団して解散。カイエンタイの名前は同年に日本で団体として旗揚げされたKAIENTAI-DOJOに受け継がれることとなった。

### 海援隊☆DXの復活
2006年12月31日、インディーサミット後楽園ホール大会で海援隊☆DXのメンバー全員が勢揃いして一夜限りの再結成が行われた。
○ディック東郷、TAKAみちのく、FUNAKI、獅龍、MEN'Sテイオー
17分18秒 ダイビングセントーン
KUDO、●大石真翔、野橋真実、ミラニートコレクションa.t.、岸勝也
2010年4月9日、東郷が記者会見を行って2011年6月に日本でのプロレス活動を引退して最終的にボリビアで引退試合を行うことを発表。後にTAKAがKAIENTAI DOJOで東郷の引退までに「海援隊☆DXファイナルカウントダウン」と題して海援隊☆DXのメンバーによる数試合の敢行を発表。
1. 2010年10月11日 札幌テイセンホール大会「CLUB-K TOUR in SAPPORO」
第6試合 海援隊☆DXファイナルカウントダウン1
○ディック東郷、TAKAみちのく、MEN'Sテイオー
16分43秒 ダイビングセントーン
火野裕士、●大石真翔、旭志織
2. 2010年10月17日 後楽園ホール大会「CLUB-K SUPER outbreak」
第4試合 海援隊☆DXファイナルカウントダウン2
○TAKAみちのく、FUNAKI
15分52秒 ジャストフェイスロック
滝澤大志、●梶トマト
3. 2010年12月25日 後楽園ホール大会「CLUB-K SUPER overthrow」
第6試合 愚乱・浪花メモリアルマッチ2 海援隊☆DXファイナルカウントダウン3
○TAKAみちのく、FUNAKI、カズ・ハヤシ、MEN'Sテイオー
10分55秒 みちのくドライバーII
ザ・グレート・サスケ、●気仙沼二郎、藤田ミノル、湯浅和也
当初は10人タッグマッチだったが東郷の怪我により新崎人生が抜けて8人タッグマッチに変更。
4. 2011年5月5日 千葉Blue Field大会「CLUB-K SUPER necessary」
第5試合 海援隊☆DXファイナルカウントダウン4
○ディック東郷、ヤス・ウラノ
20分43秒 変形クロスフェイスロック
TAKAみちのく、●HIROKI
5. 2011年6月18日 後楽園ホール大会「CLUB-K SUPER take」
第5試合 海援隊☆DXファイナルカウントダウンFINAL
○ディック東郷、TAKAみちのく、FUNAKI、MEN’Sテイオー、中島半蔵 with カズ・ハヤシ
13分50秒 ダイビングセントーン
グラン浜田、ザ・グレート・サスケ、スペル・デルフィン、新崎人生、●ヨネ原人
当初はカズが試合に出場予定だったが怪我により中島が代わりに出場してカズはセコンドとして登場。

## メンバー

### 平成海援隊
- SATO
- 獅龍
- テリー・ボーイ

### 海援隊☆DX
- ディック東郷
- 獅龍
- MEN'Sテイオー
- TAKAみちのく
- 船木勝一
- 中島半蔵
- スーパー・ボーイ

### カイエンタイ
- TAKAみちのく
- フナキ
- ディック東郷（1999年に脱退）
- MEN'Sテイオー（1999年に脱退）
- ヤマグチ・サン（マネージャー）（1999年に脱退）

## 決め台詞
- We are EVIL.（俺たちは外道だ）

吹き替えギミック時代のTAKAみちのくの決め台詞。この言葉の後にフナキが下記のIndeedを添えるのが定番だった。
- Indeed（左様）

吹き替えギミック時代のフナキは、この台詞以外の台詞を一切喋らないという設定であった。